# Cadomea
Cadomea is een geslacht van hooiwagens uit de familie Assamiidae.
De wetenschappelijke naam Cadomea is voor het eerst geldig gepubliceerd door Roewer in 1940. 

## Soorten
Cadomea is monotypisch en omvat slechts de volgende soort:
- Cadomea longitudinalis